# بيلي ميلتون
بيلي ميلتون (بالإنجليزية: Billy Milton)‏ هو ممثل بريطاني (وحمل سابقاً جنسية المملكة المتحدة لبريطانيا العظمى وأيرلندا)، ولد في 8 ديسمبر 1905 بلندن في المملكة المتحدة، وتوفي في 22 نوفمبر 1989.

## وصلات خارجية
- بيلي ميلتون على موقع IMDb (الإنجليزية)
- بيلي ميلتون على موقع قاعدة بيانات الفيلم (الإنجليزية)